# Sauris improspera
Sauris improspera là một loài bướm đêm trong họ Geometridae.